# 3433-as busz
A 3433-as jelzésű regionális autóbuszvonal Eger, Kerecsend, Kömlő, Tiszanána és Kisköre között húzódik, amelyet a MÁV Személyszállítási Zrt. üzemeltet.

## Útvonala
Az autóbuszvonal Heves vármegye megyeszékhelyét és egyik városát, Egert és Kiskörét köti össze, útvonalára fűzve egy várost – Füzesabonyt –, valamint Kerecsendet, Dormándot, Besenyőtelket, Kömlőt és Tiszanánát.
A járatok Egeren belül a forgalmasabb; azon kívül minden állomáson és megállóhelyen megállnak, elvétve jelennek meg gyorsított járatok. A megyeszékhelyen belül Lajosvárost érintik a 25-ös főúton, Kerecsendtől a 3-as főúton közlekednek Füzesabonyba, ahol az összes járat kitérést tesz a vasútállomásra.
Tovább a 33-as főúton közlekednek Dormándon és Besenyőtelken át, ahonnan közutakon tartózkodnak Kömlő és Tiszanána érintésével. Kisköre településen belül a Kiskörei vízerőműi üdülőterületnél és buszfordulónál végállomásoznak.

## Közlekedése
Az autóbuszjáratok a hét minden napján közlekednek, hétköznaponta 5; hétvégente 2-3 járatpárral, melyet tovább emelnek az 1346-os buszjáratok, amelyek Békéscsabáig járnak, gyorsítottan. Emellett munkanapi reggeleken 3436-os jelzéssel indítanak autóbuszt, mely Kerecsend helyett Maklárt érinti.
Eger és Kerecsend között a 3440-es; Kerecsend és Kömlő között a 3430-as; Kömlő és Kisköre között a 3561-es buszok útján haladnak.
| Viszonylat                       | Indításszám     | Közlekedési rend     |
| -------------------------------- | --------------- | -------------------- |
| Eger, aut. áll. – Kisköre, erőmű | 5 oda, 4 vissza | munkanaponta         |
| Eger, aut. áll. – Kisköre, erőmű | 3 pár           | szabadnaponta        |
| Eger, aut. áll. – Kisköre, erőmű | 2 pár           | munkaszüneti naponta |

### Járművek
Az autóbuszvonalon kizárólag szóló autóbuszok közlekednek, melyek többségében a 60 kilométeres távra tervezett Setra S419-es szériájú járművek. Ezen kívül elvétve jelennek meg Credo, Ikarus és Volvo kocsik.

### Csatlakozások
- Füzesabony vasútállomáson – Budapest és Miskolc felé/felől vonatra (Budapest–Sátoraljaújhely-vasútvonal).

## Megállóhelyei
| 0  | Eger, autóbusz-állomás végállomás    | 0.0 km  | 2, 2A, 4, 5, 5A, 6, 7, 7A, 11, 12, 14, 14E, 16, 17, 112, 914 1049, 1050, 1051, 1053, 1054, 1343, 1344, 1346, 1347, 1348, 1349, 1351, 1352, 1362, 1380, 1383, 1426, 1427, 1428, 1447, 1466, 1468, 1517 3400, 3402, 3403, 3405, 3406, 3407, 3408, 3409, 3410, 3411, 3412, 3414, 3415, 3416, 3417, 3418, 3419, 3420, 3423, 3424, 3426, 3430, 3431, 3432, 3434, 3435, 3440, 3441, 3442, 3443, 3444, 3445, 3446, 3448, 3450, 3455, 3456, 3457, 3458, 3462, 3469, 3470, 3471, 3472, 3473, 3474, 3476, 3479, 3480, 3481, 3482, 3483, 3484, 3488, 3604, 3660, 3667, 4012, 4014, 4015, 4157 |
| ∫  | Eger, színház (↑)                    | 0.7 km  | 2, 2A, 7, 7A, 11, 12, 14, 14E, 17, 112 1053, 1054, 1343, 1344, 1346, 1348, 1362, 1380, 1381, 1426, 1427, 1428, 1447, 1468, 1517 3402, 3408, 3410, 3411, 3414, 3419, 3420, 3423, 3424, 3426, 3430, 3431, 3434, 3435, 3436, 3440, 3441, 3442, 3443, 3444, 3445, 3448, 3667, 4011, 4014, 4015, 4018, 4021, 4022, 4157 |
| 1  | Eger vasútállomás, bejárati út       | 1.4 km  | 3A, 6, 11, 12, 13, 14, 14E, 112, 113 1050, 1051, 1053, 1054, 1343, 1346, 1348, 1362, 1380, 1383, 1402, 1427, 1466, 1517 3400, 3402, 3407, 3408, 3410, 3411, 3414, 3423, 3424, 3426, 3430, 3431, 3432, 3434, 3435, 3436, 3440, 3441, 3442, 3443, 3444, 3445, 3446, 3448, 3472, 3479, 3482, 3484, 3667, 4011, 4015, 4157 IR87 , személyvonat – Eger (87, 87a) |
| ∫  | Eger, Nagyváradi út (↑)              | 2.3 km  | 3A, 6, 11, 12, 13, 14, 14E, 16, 112, 113, 914 1050, 1346, 1380, 1427, 1517 3402, 3407, 3408, 3410, 3411, 3414, 3423, 3430, 3431, 3435, 3442, 3443, 3445, 4011, 4015, 4157 |
| 2  | Eger, Tompa utca                     | 3.0 km  | 3A, 6, 11, 12, 13, 14, 14E, 16, 112, 113, 914 1050, 1051, 1053, 1054, 1343, 1346, 1348, 1362, 1380, 1427, 1466, 1517 3402, 3408, 3410, 3411, 3414, 3423, 3424, 3426, 3430, 3431, 3432, 3434, 3435, 3436, 3440, 3441, 3442, 3443, 3444, 3445, 3446, 3448, 3472, 3479, 3482, 3484, 3667, 4011, 4015, 4157 |
| 3  | Eger, olajmezők (↓)                  | 6.1 km  | 1466 3430, 3431, 3440, 3441, 3442, 3443 |
| 4  | Kerecsend, kertszövetkezet           | 7.3 km  | 3424, 3430, 3431, 3434, 3440, 3441, 3442, 3443 |
| 5  | Kerecsend, Fő út 60.                 | 13.7 km | 1050, 1054, 1343, 1348, 1362, 1402, 1427, 1466, 1517 3423, 3424, 3430, 3431, 3432, 3434, 3440, 3441, 3442, 3443, 3444, 3445, 3446, 3448, 3450, 3667 |
| 6  | Kerecsend, Füzesabonyi út 75.        | 14.6 km | 1343, 1362, 1517 3423, 3424, 3430, 3431, 3432, 3434, 3450 |
| 7  | Pusztaszikszó                        | 18.0 km | 1466 3423, 3424, 3430, 3431, 3432, 3434, 3450 |
| 8  | Füzesabony, Pikopack                 | 20.3 km | 1517 3423, 3424, 3426, 3430, 3431, 3432, 3434, 3436, 3450, 3500, 3511, 4014 |
| 9  | Füzesabony, erősítő üzem             | 21.4 km | 1517 3423, 3424, 3426, 3430, 3431, 3432, 3434, 3436, 3450, 3500, 3511, 4014 |
| 10 | Füzesabony vasútállomás, bejárati út | 23.0 km | 1343, 1346, 1466 3405, 3423, 3424, 3426, 3430, 3431, 3432, 3434, 3436, 3450, 3500, 3511, 4014 |
| 11 | Füzesabony vasútállomás              | 24.2 km | 1343, 1346, 1362, 1376, 1466, 1517 3405, 3423, 3424, 3426, 3430, 3431, 3432, 3434, 3436, 3450, 3500, 3511, 4014 expresszvonat, IC, InterRégió, IR87 , sebesvonat, személyvonat – Füzesabony (80, 87a, 108) |
| 12 | Füzesabony vasútállomás, bejárati út | 25.4 km | 1343, 1346, 1466 3405, 3423, 3424, 3426, 3430, 3431, 3432, 3434, 3436, 3450, 3500, 3511, 4014 |
| 13 | Füzesabony, tüzép                    | 26.2 km | 1343, 1517 3430, 3430, 3431, 3432, 3434, 3436 |
| 14 | Dormánd, autóbusz-váróterem          | 28.5 km | 1343, 1346 3430, 3431, 3432, 3434, 3436 |
| 15 | Besenyőtelek, kisbolt                | 30.1 km | 1343 3430, 3431, 3432, 3434, 3436 |
| 16 | Besenyőtelek, központ                | 30.7 km | 1343, 1346 3430, 3431, 3432, 3434, 3436 |
| 17 | Besenyőtelek, poroszlói elágazás     | 31.6 km | 1343, 1346 3430, 3431, 3434, 3436 |
| 18 | Kömlő, italbolt                      | 42.2 km | 1066, 1068, 1069, 1075, 1346, 1443 3430, 3431, 3434, 3436, 3561, 3562 |
| 19 | Kömlő, Egri út 132.                  | 43.0 km | 1066, 1068, 1069 3431, 3436, 3561, 3562 |
| 20 | Tiszanána, Ballók-tó                 | 49.3 km | 1066, 1068, 1069, 1346, 1443 3431, 3436, 3561, 3562 |
| 21 | Tiszanána, Fő tér                    | 50.3 km | 1066, 1068, 1069, 1075, 1346, 1443 3431, 3436, 3561, 3562 |
| 22 | Tiszanána, Kálvin tér                | 51.3 km | 1346 3436, 3561 |
| 23 | Kisköre, 2-es kilométerkő            | 56.1 km | 3436, 3561 |
| 24 | Kisköre, Kossuth út 50.              | 58.0 km | 1346 3436, 3561 |
| 25 | Kisköre, Szent István park           | 59.0 km | 1066, 1069, 1075, 1346, 1443 3436, 3561 |
| 26 | Kisköre, erőmű végállomás            | 60.5 km | 3436, 3561 |